# Кіберніж

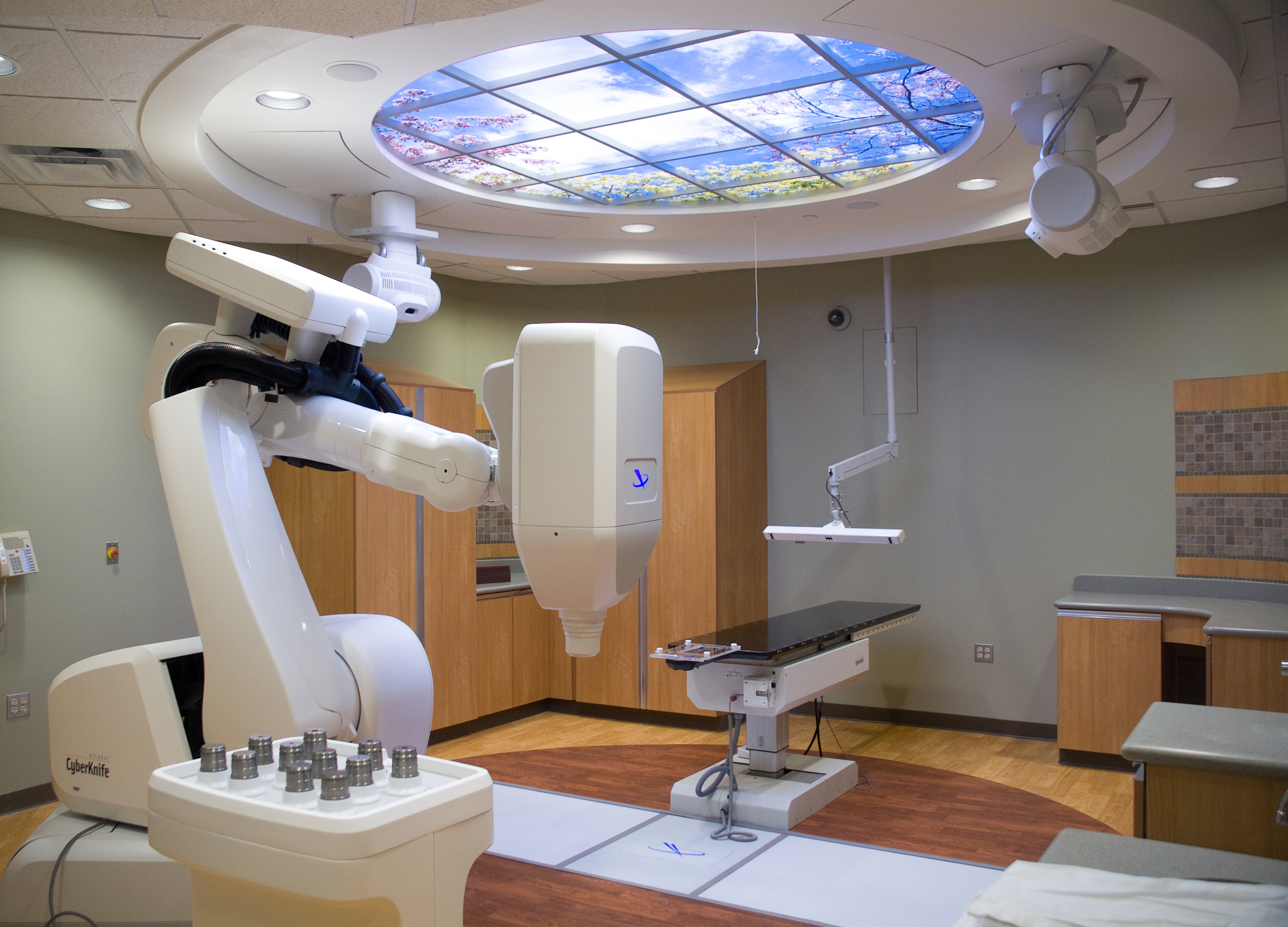
Операційна, обладнана установкою Кіберніж.

КіберНіж (англ. Cyberknife) — зареєстрована торгова марка і назва апарату для радіохірургічого лікування ракових пухлин, компанії США англ. Accuray Incorporated. Технологічний «нащадок» Гамма-ножа. Система дозволяє проводити безопераційне лікування пухлин в недоступних для традиційної хірургії місцях з набагато меншим ушкодження навколишніх тканин.

## Історія
Перший медичний прилад Cyberknife у 1992 році розробив професор нейрохірургії та радіаційної онкології Медичного центру Стенфордського університету Джон Адлер у співпраці з братами Пітером та Расселом Шонбергами з Schonberg Research Corporation.
Accuray Incorporated випустила шість моделей CyberKnife System: CyberKnife G3 System у 2005 році, CyberKnife G4 System у 2007 році, CyberKnife VSI System у 2009 році та CyberKnife M6 System у 2012 році.
Пристрій поєднує в собі компактний лінійний прискорювач, встановлений на робототехнічному маніпуляторі, і вбудовану систему наведення зображення. Система наведення зображень отримує стереоскопічні кВ-зображення під час лікування, відстежує рух пухлини і направляє робот-маніпулятора для точного і акуратного націлювання лікувального променя до рухомої пухлини. Система призначена для стереотаксичної радіохірургії (англ. stereotactic radiosurgery, SRS) і стереотаксичної променевої терапії тіла (англ. stereotactic body radiation therapy, SBRT). Система також використовується для вибору 3D конформної променевої терапії (3D-CRT) і інтенсивної модульованої променевої терапії (англ. intensity modulated radiation therapy, IMRT).
Конструкція та ідея роботи системи «КіберНіж»: перш за все, використання шестиосьового робота, замість стаціонарного центрованого, для переміщення джерела випромінювання, що дає можливість підводити опромінювання із більше ніж 1600 різних напрямків у різних площинах. 
Окрім того, система «КіберНіж» проводить опромінення неізоцентрично. Завдяки цьому підходу (без фіксованого ізоцентра) забезпечується висока конформність дози та гомогенність. А оскільки система не потребує фіксуючих рамок, її використовують для знищення пухлин у всьому тілі та багатофракційно.

## Використання в Україні
При потребі мінімум шість кібер-ножів в Україні (на 2009 рік), наявний один у приватній клініці.
Онкологічний центр “Клініка Спіженко” — єдиний приватний лікувальний заклад в Україні, де застосовується радіохірургічна система «КіберНіж» для лікування онкологічних захворювань. Фахівці клініки використовують «КіберНіж» для лікування тих пацієнтів, для яких хірургічне лікування неможливе або вони мають протипоказання до анестезії. В ході лікування «КіберНожем» не відбувається жодних хірургічних втручань.
Два Онкологічні центри в Україні мають статус референс-центру компанії Accuray, отримавши право проводити лікування, та підготовку фахівців для роботи на системі «КіберНіж» та  «TomoHD» з усіх країн світу. Окрім того, клініки мають доступ до унікального досвіду лікування майже 100 тисяч пацієнтів і можливість проконсультуватися в режимі телемедичного консиліуму з фахівцями будь-якої клініки, що входить в асоціацію.
З 2012 спеціалісти однієї з приватних клінік отримали досвід щодо застосування лінійного прискорювача Elekta Synergy, не лише у лікуванні  пухлинних захворювань згідно з протоколом IMRT (променева терапія з модульованою інтенсивністю), але й ефективно здійснювати комбіноване променеве лікування: поєднання переваги стереотаксичної радіохірургії («КіберНіж») і променевої терапії IMRT[джерело?].

## Основні області застосування
За допомогою «КіберНожа» з високою ефективністю (до 98% на 1 і 2 стадіях хвороби), проводиться радіохірургічне лікування таких захворювань:
- АВМ
- аденома гіпофіза
- акустична невринома
- анапластична астроцитома
- ангіоми ГМ
- астороцитома
- гангліобластоми
- гемангіобластома
- гемангіома
- гемангіоперицитома
- гінекологія
- гліальні пухлини
- гліобластома
- гліома
- гломусні пухлини
- гранулобластома
- епендимома
- краніофарингіома
- медулобластома
- меланома сітківки
- меланомні метастази до головного мозку
- менінгіома
- метастази молочної залози до головного мозку
- метастази підшлункової залози до головного мозку
- метастази пухлини яєчників до головного мозку
- метастази раку кишечника до головного мозку
- метастази раку легень до головного мозку
- метастази раку нирок залози до головного мозку
- метастази раку передміхурової залози до головного мозку
- метастази раку печінки до головного мозку
- мультиформна гліобластома
- невралгія трійчастого нерва
- невринома
- шванноми слухового нерва
- нейрофіброматоз
- нейрофіброма
- олігодендрогліома
- отоларингологія
- пухлини гіпофіза
- пухлини легень
- пухлини молочної залози
- пухлини носоглотки
- пухлини передміхурової залози
- пухлини печінки
- пухлини товстої кишки
- рак нирки
- рак підшлункової залози
- судинні доброякісні пухлини
- хондрома
- хондросаркома
- хордома
- усі відділи хребта
- внутрішньочерепні доброякісні пухлини, первинні злоякісні пухлини та внутрішньочерепні метостази.

## Складові системи «КіберНіж»
Завдяки системі «КіберНіж» стає можливим проводити радіохірургію у будь-якій частині тіла. Складові роботизованої радиохірургічної системі CyberKnife:
- Лінійний прискорювач, розрахований на потужність дози опромінювання у 800 МО/хв та енергію фотонів 6 МВ. Змонтований на роботі-маніпуляторі, що переміщує прискорювач із шістьма ступенями вільності у будь-яке положення навколо пацієнта.
- Система моніторингу положення пухлини – джерела рентгенівського випромінювання та детектори, вмонтовані у підлогу, дають змогу отримати анатомічні зображення із високою роздільною здатністю протягом процедури опромінення. Програмне забезпечення, що керує цією системою, дозволяє автоматично відстежувати положення рентгенконтрастних маркерів, кісткових структур, м’яких тканин.
- Стіл позиціонування пацієнта системи RoboCouch, який забезпечує автоматичне позиціонування та перепозиціонування пацієнта із шістьма ступенями вільності зі станції оператора, не заходячи до бункера.
- Система стеження за диханням SYNHCRONY синхронізує пучок опромінення із рухом мішені, дозволяючи зменшити межі опромінення майже до клінічного об’єму мішені.
- Система 3D – планування дозволяє не тільки врахувати зміщення пухлини під час дихання, але й переміщення деформації оточуючих тканин і органів.
- Система стеження за легенями XSIGHT LUNG[8] забезпечує відстеження положення внутрішньої анатомії без застосування рентгенконтрастних маркерів. При цьому радіохірургію легень проводять без оперативного втручання. Використання системи разом з системою SYNHCRONY дозволяє пацієнтам вільно дихати під час опромінювання пухлини.
- Система стеження за хребтом XSIGHT SPINE[9]. Система відстежує складний рух окремих сегментів хребта, забезпечуючи радіохірургічну точність протягом усього лікування. Ця методика є дієвою практично у 100% випадків пухлин хребта для усіх його відділів.

## Особливості
- «Операції» за допомогою «КіберНожа» не потребують анестезії.
- Високоенергетичний лінійний прискорювач, закріплений на роботизованій "руці", яка має шість ступенів свободи, що дозволяє лікувати пухлинні клітини з більш ніж 1800 позицій[10].
- Система дозволяє дуже точно (похибка менше 0,4 мм) і безпечно доставляти необхідну дозу опромінення до пухлини, не ушкоджуючи здорові органи: мікропухлини (2-3 мм в діаметрі), великі пухлини — до 6 см..
- Під час процедури лікування пацієнт лежить на спеціальному роботизованому столі «КіберНожа», в цей же час “рука-маніпулятор” системи переміщається навколо пацієнта і доставляє високу дозу випромінювання до пухлини під різними кутами.
- Після «операції» не має необхідності перебувати в лікарні: лікування амбулаторне і займає всього 30-90 хвилин. Загальний час «операції» не перевищує чотирьох годин.